# 菅野英樹
菅野 英樹（かんの ひでき、1990年10月20日 - ）は、日本の男性声優。ソレモ所属。
宮城県出身。
以前は、ケッケコーポレーションに所属していた。

## 出演

### テレビアニメ
- ドラゴンクライシス!（2011年）
- GON -ゴン-（2012年、シマウマ2）
- 五等分の花嫁（2019年、監督）

### ゲーム
- ワンド オブ フォーチュン2 〜時空に沈む黙示録〜（2011年）
- ぷよぷよ!!クエスト（2016年、セイリュウ[2]）

### ドラマCD
- 嘘みたいな話ですが（弁当屋）

### 吹き替え
- 君の声が聞こえる（パク・スハ〈イ・ジョンソク〉）
- シークレット・ガーデン（サン[3][4]〈イ・ジョンソク〉）

### ナレーション
- HOTSQUALLが見た景色（千葉テレビ）

### ボイスオーバー
- カラフル!（NHK教育）

### 舞台
劇団麦
- 「太陽の自画像」
- 「飛べない天使たちのララバイ」

Kekke Corporation Presents　
- ミュージカルコメディ『645』～改　TAIKA～（2012年5月3日～7日、ザ・ポケット） -　中臣鎌足、蘇我入鹿 役

中村太亮プロデュース公演
- 第一回公演作品「下荒井兄弟のスプリング・ハズ・カム」（2012年6月27日～7月1日） -　次男：大洋（Bキャスト） 役
- 第二回公演作品「FAKE!!!!!」 -　スイートイチゴ 役（2014年7月）
- 第三回公演作品「FAKE!!!!!!?!!」 - スイートイチゴ 役　「拝啓、明日のぼくへ。」 - 伊馬 役（2015年9月）

爬虫類企画
- 爬虫類企画２０１４年９月公演　「ヒョウイズム」　-　景浦幸作 役
- 爬虫類企画２０１５年２月公演　「ゴーストタイタン」　-　ヒトラー 役
- 爬虫類企画２０１５年６月公演　「潜入偽装ファミリア」　-　ゴンゾウ 役

爆走おとな小学生
- 「勇者セイヤンの物語（仮）」 - ジムビーン 役（2015年9月）

劇団わ
- 「バック・トゥ・ザ・君の笑顔」- オグマ 役（2019年11月）

カガミ想馬プロデュース
- 「熱海殺人事件 水野朋子物語」- 熊田留吉 役（2020年2月）

劇団バルスキッチン
- 「どぎまぎメモリアル」 - 案内誘 役（2020年3月）

劇団6番シード
- 「ミキシングレディオ2020 L-side」- 橋口賢 役（2020年7月）

マルガリータ企画
- 「マルガリータピザ2nd CUT ホームセンターズピリオド」- 羽尻浩 役(2020年9月)

### 朗読
- ケッケコーポレーション「朗読劇～『声』Vol.3 ～」（2012年10月18日～21日、劇場MOMO）

### イベント
- 「鬼小十郎まつり」（宮城県白石市） -　片倉小十郎 役
- 年末だよ！全員集合！？2012紅白ネタ合戦!!【夜の部】〈白組〉（2012年12月15日、カラオケの鉄人銀座ファゼンダ店）